# بازل
بازل (به آلمانی: Basel، به فرانسوی: Bâle) سومین شهر پرجمعیت کشور سوئیس است.
جمعیت این شهر در سال ۲۰۰۶ برابر با ۱۶۵٬۵۲۹ نفر و با احتساب حومه ۷۳۱٬۰۰۰ نفر بوده‌است. گستردگی ناحیه مسکونی بازل تا مرزهای شمالی سوئیس، این شهر را از سال ۲۰۰۴ به دومین شهر بزرگ کشور تبدیل کرده‌است. بازل مرکز کانتون (ایالت) بازل است.
بازل در شمال باختری سوئیس بر کناره رود راین جای دارد. این شهر نقش عمده‌ای به عنوان یک مرکز صنعتی برای صنایع شیمیایی و داروسازی بر عهده دارد. بازل با هر دو کشور آلمان و فرانسه هم‌مرز است.

## پیشینه
از زمان رنسانس، لوکیوس موناتیوس پلانکوس، سناتور رومی، را مؤسس این شهر می‌دانند. در دوره امپراتوری مقدس روم، بازل شهری آزاد بود که در سال ۱۵۰۱ میلادی به کنفدراسیون سوئیس پیوست. دانشگاه بازل از سال ۱۴۶۰ میلادی سابقه دارد.

## ورزش
بازل به عنوان یک شهر موفق در ورزش در سوئیس مشهور است. باشگاه فوتبال اف‌سی بازل بعنوان یک باشگاه همیشه موفق شناخته می‌شود. همچنین بازل به همراه شهرهای ژنو، زوریخ و برن میزبان جام ملت‌های اروپا ۲۰۰۸ بود، تورنمنتی که سوئیس و اتریش به‌طور مشترک میزبان آن بودند.

## فرهنگ
بازل همچنین به‌عنوان یکی از مهم‌ترین شهرهای فرهنگی در اروپا شناخته می‌شود. شهر بازل در سال ۱۹۹۷ برای کسب عنوان پایتخت فرهنگی اروپا رقابت می‌کرد. مردم این شهر به زبان آلمانی بازل (بازل دویچ) یکی از گویش‌های موجود در کشور سوئیس سخن می‌گویند. زبان آلمانی سوئیسی در هر کانتون (ایالت) با لهجهٔ مخصوص همان کانتون تکلم می‌شود که متفاوت از کانتونهای دیگر می‌باشد. زبان آلمانی بازل جزو یکی از گویش‌های زبان آلمانی سفلی می‌باشد که متفاوت از زبان آلمانی علیاست.

## نگارخانه

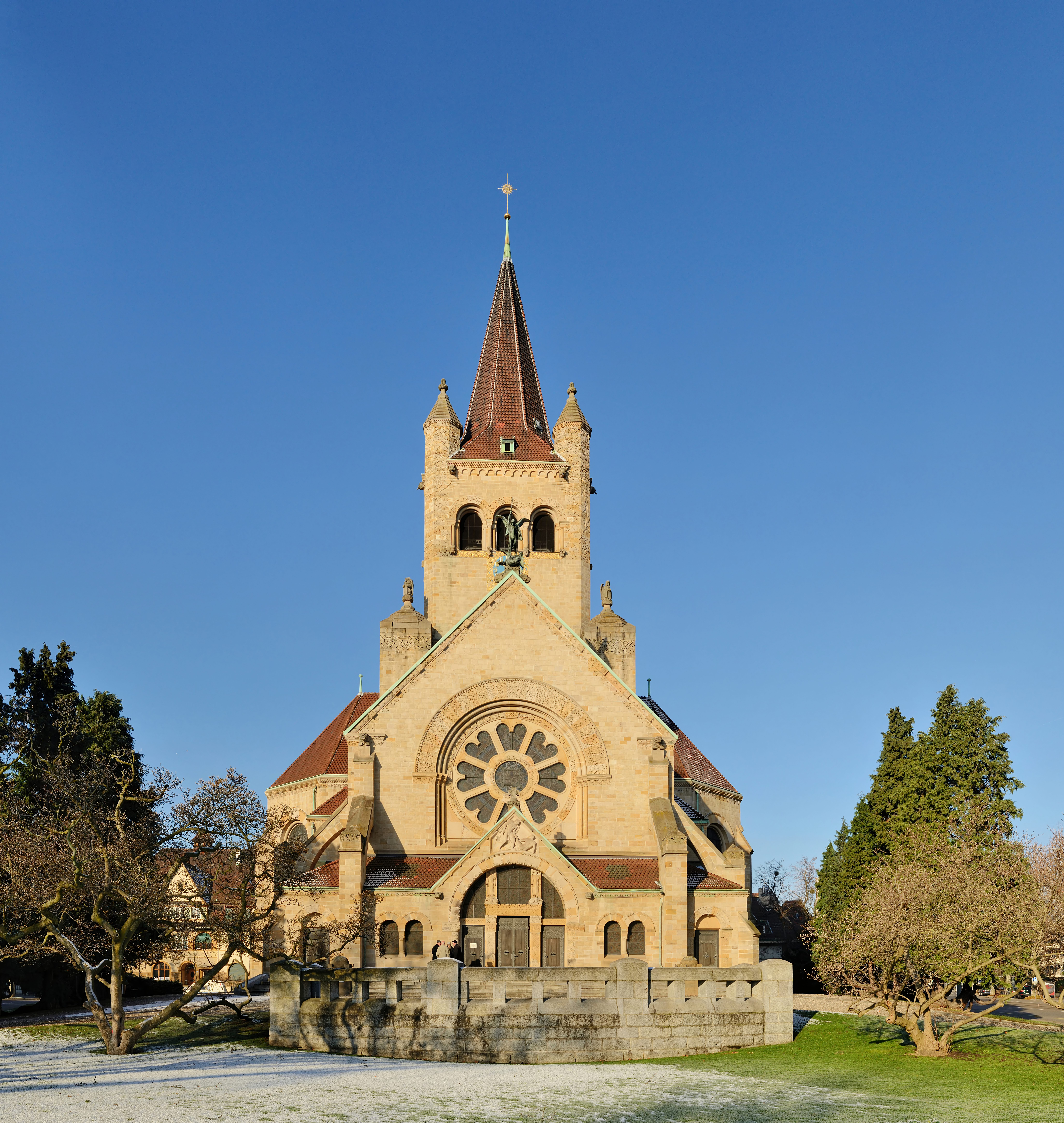
کلیسای سنت پل یک کلیسای اصلاح‌شده در بازل سوئیس بخشی از کلیسای انجیلی-اصلاح‌شده کانتون بازل-استاد است. این کلیسا بین مه ۱۸۹۸ و نوامبر ۱۹۰۱ توسط کارل موزر و رابرت کورجل ساخته شد و دارای سبک معماری نئورومانسک است. برج دارای منبری سنگی است که در پشت میز آن سنگی برافراشته شده است. برج همچنین دارای یک طاق مرکزی در پشت منبر است که ارگ و گروه کر در آن قرار دارند. آثار هنری به سبک هنر نو شامل نقش برجسته در نمای بیرونی کلیسا در بالای ورودی اصلی توسط مجسمه‌ساز کارل بورکهارت، معرق‌کاری روی دیوار توسط هاینریش آلتر و پنجره‌های شیشه‌ای رنگارنگ توسط مکس لایگر است.

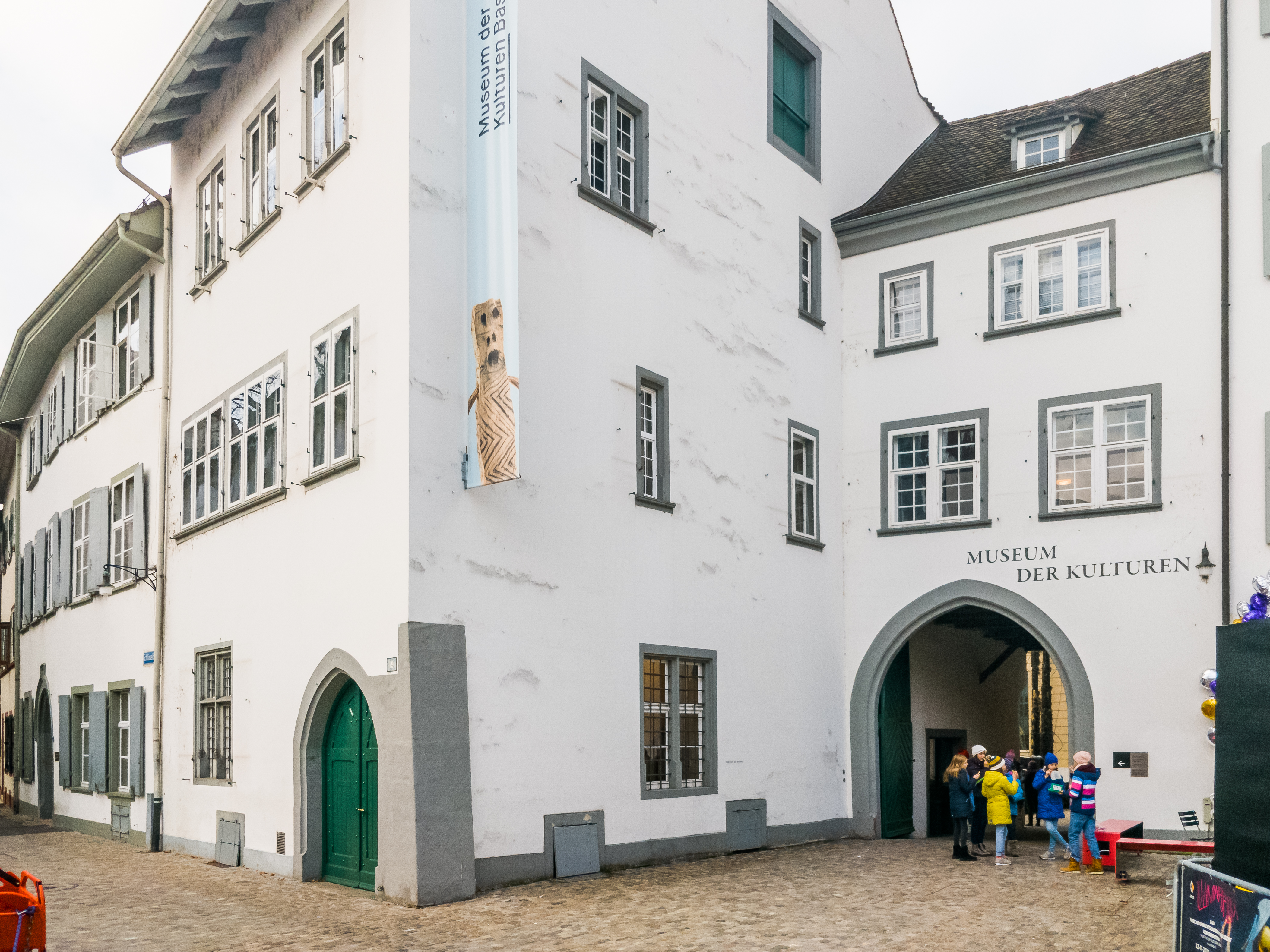
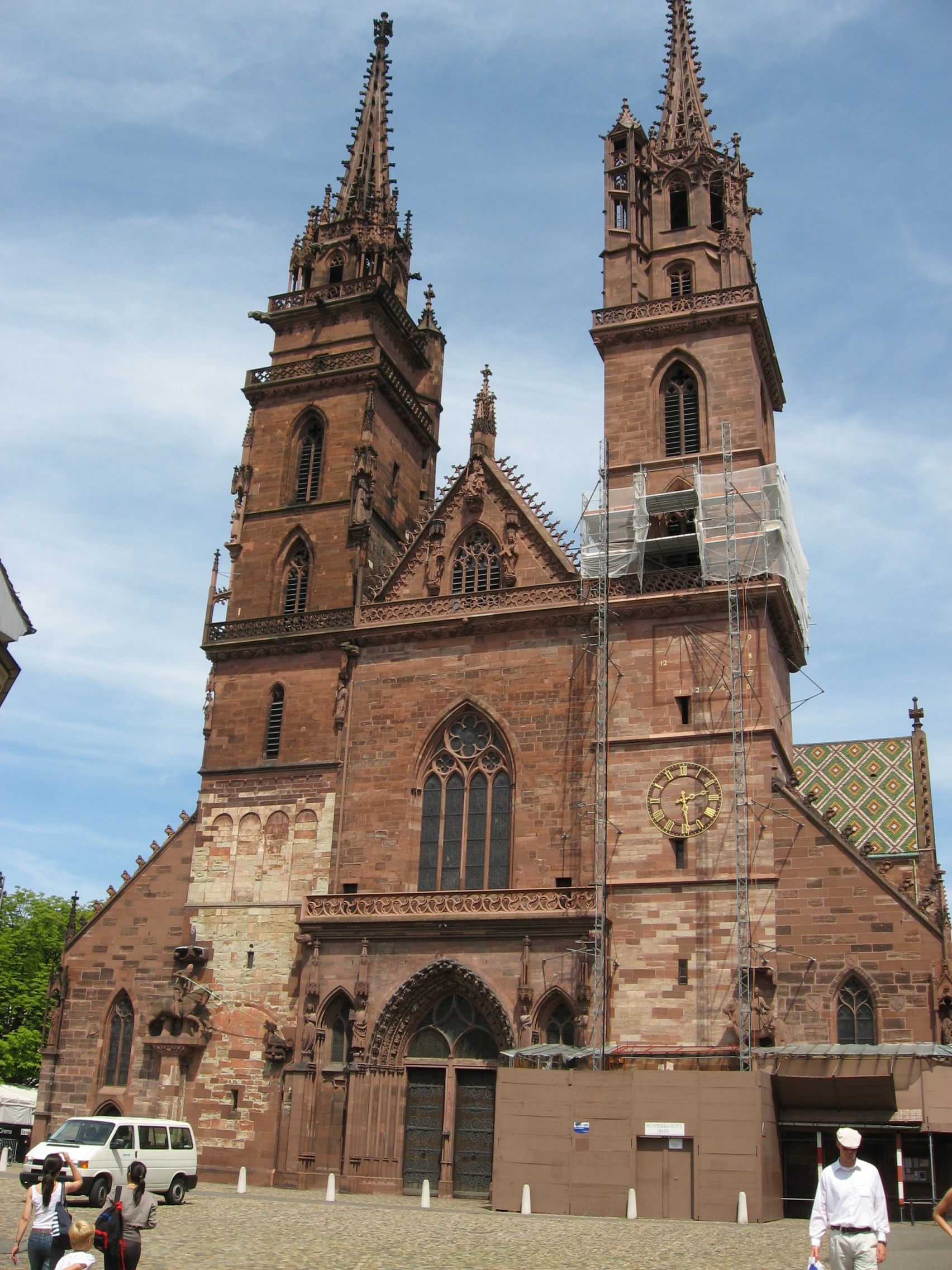
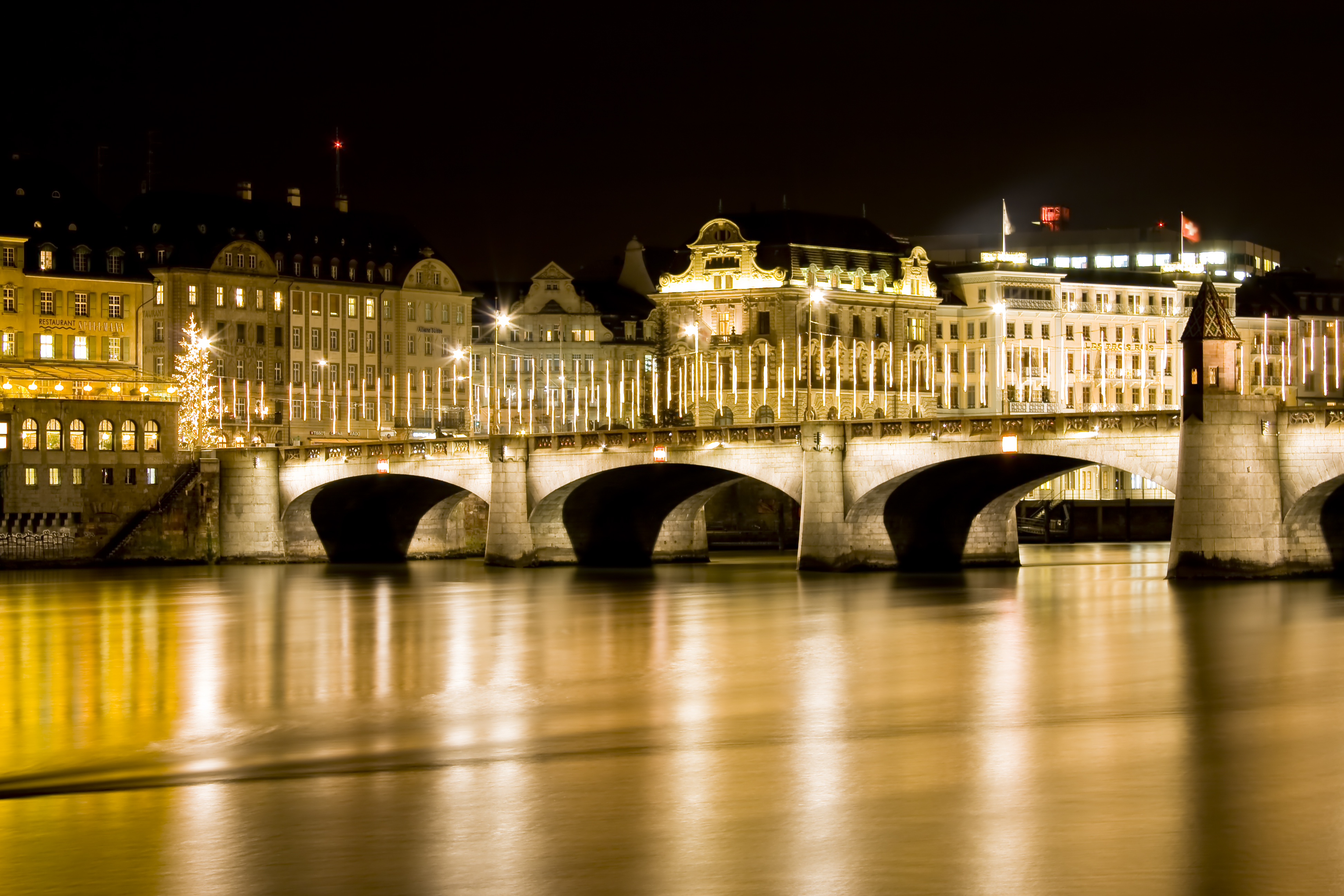
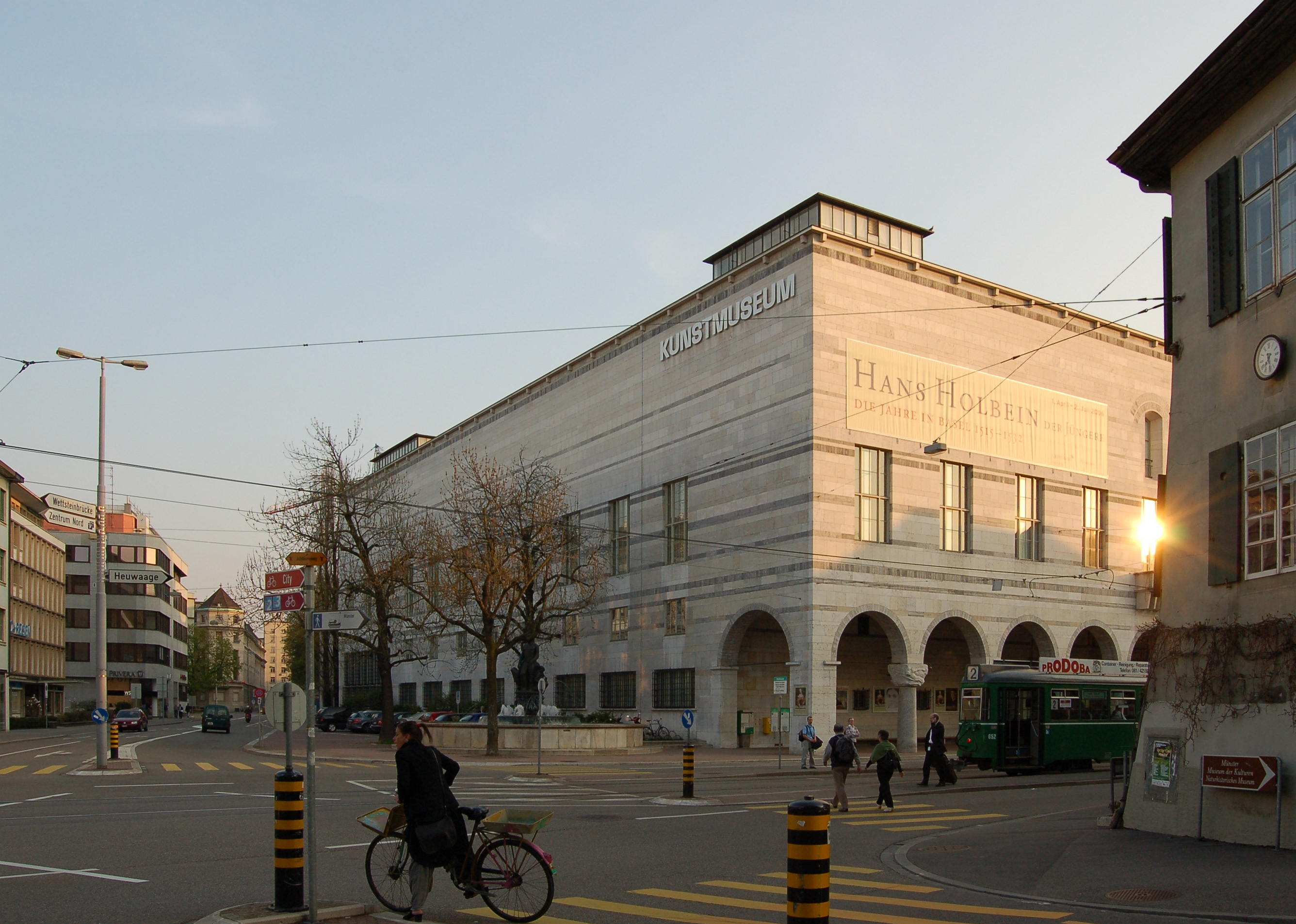
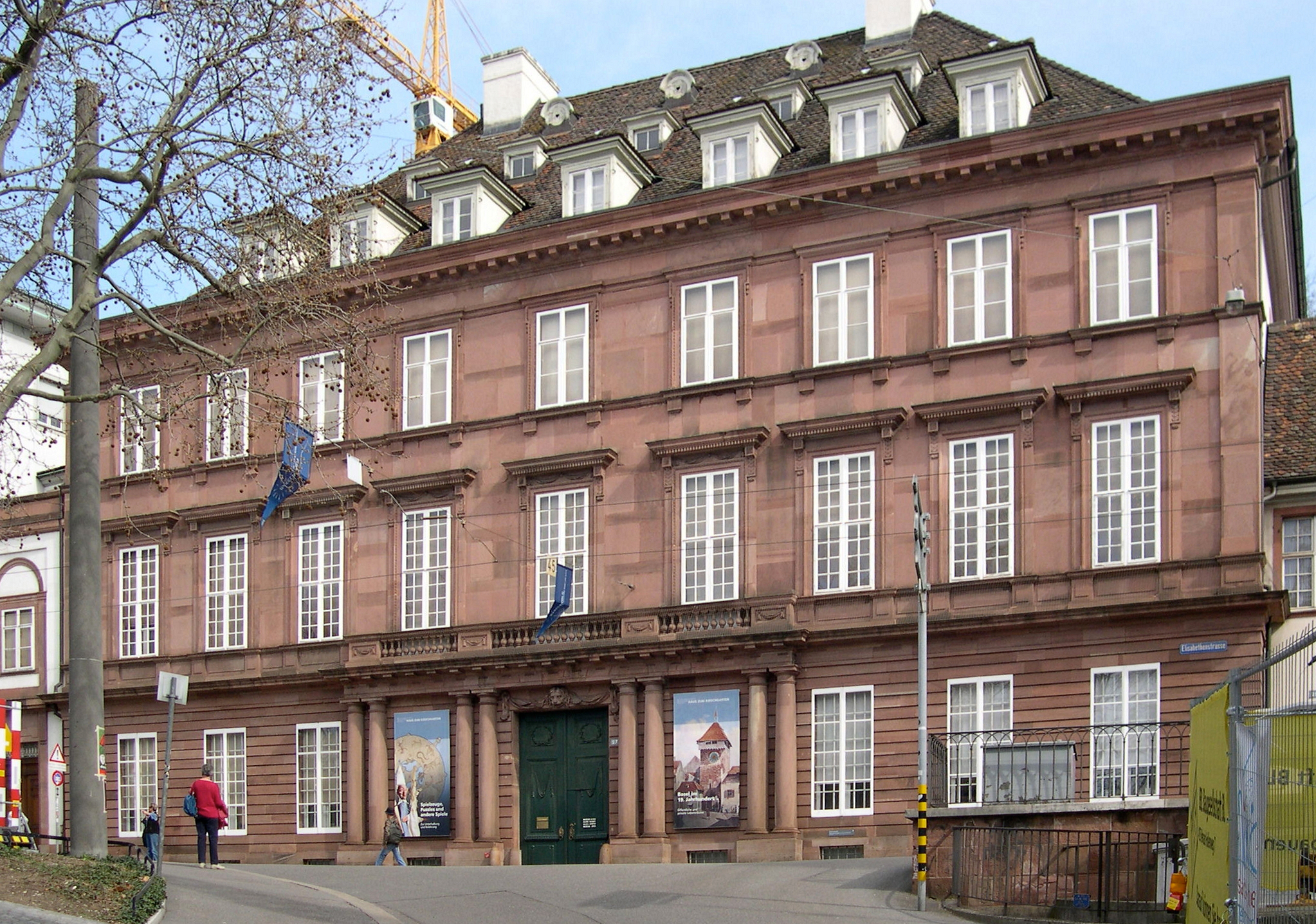
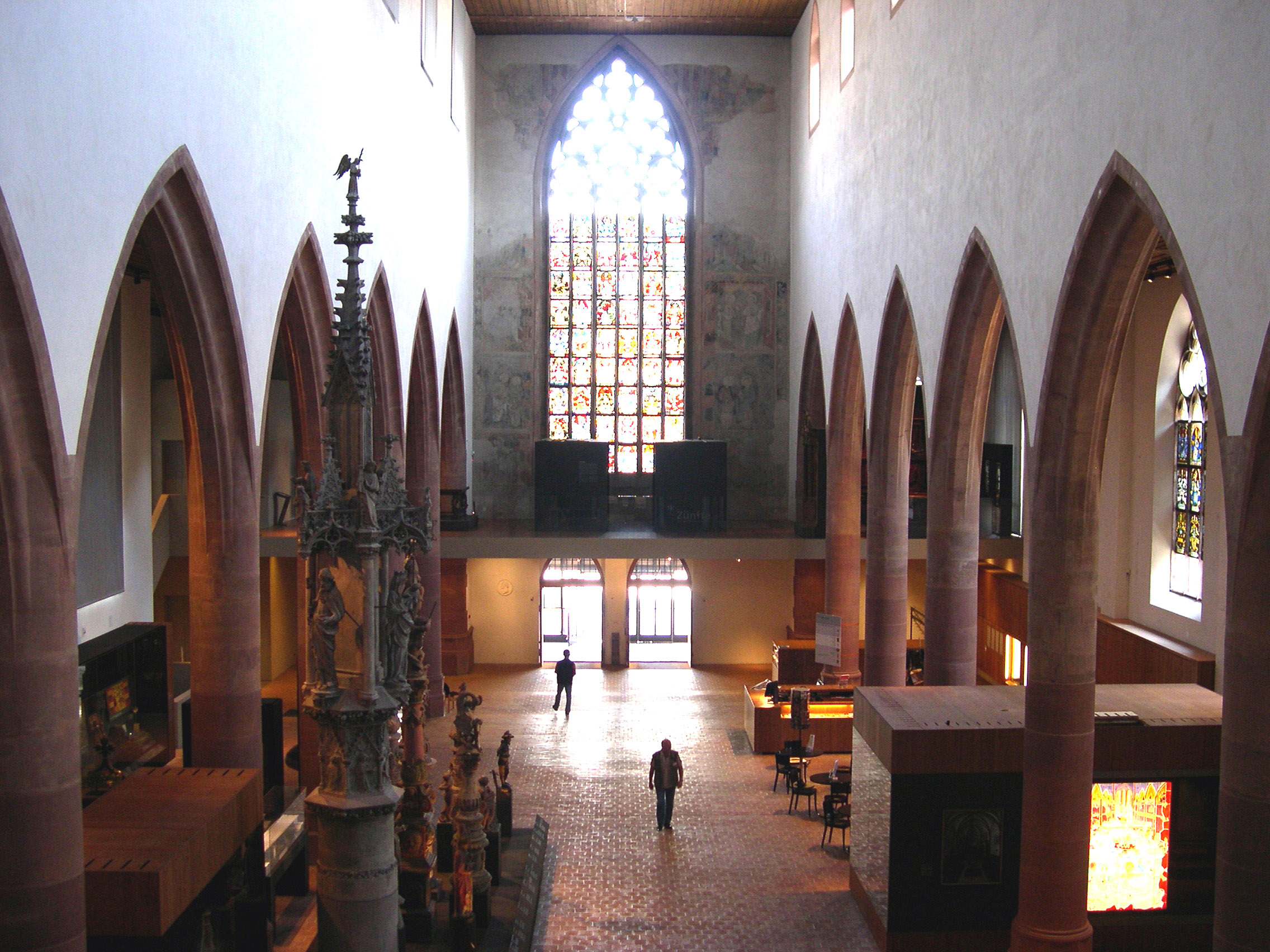
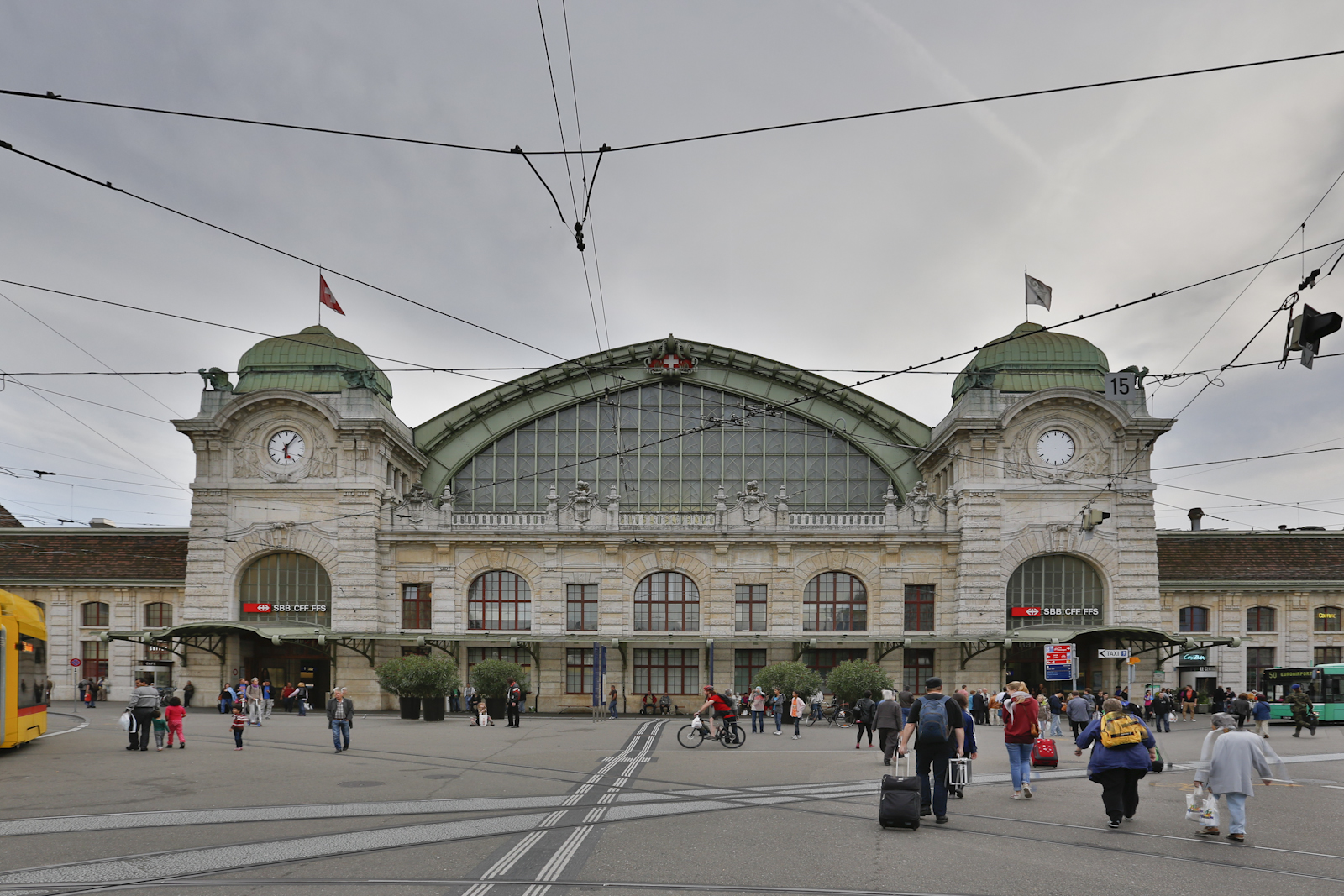
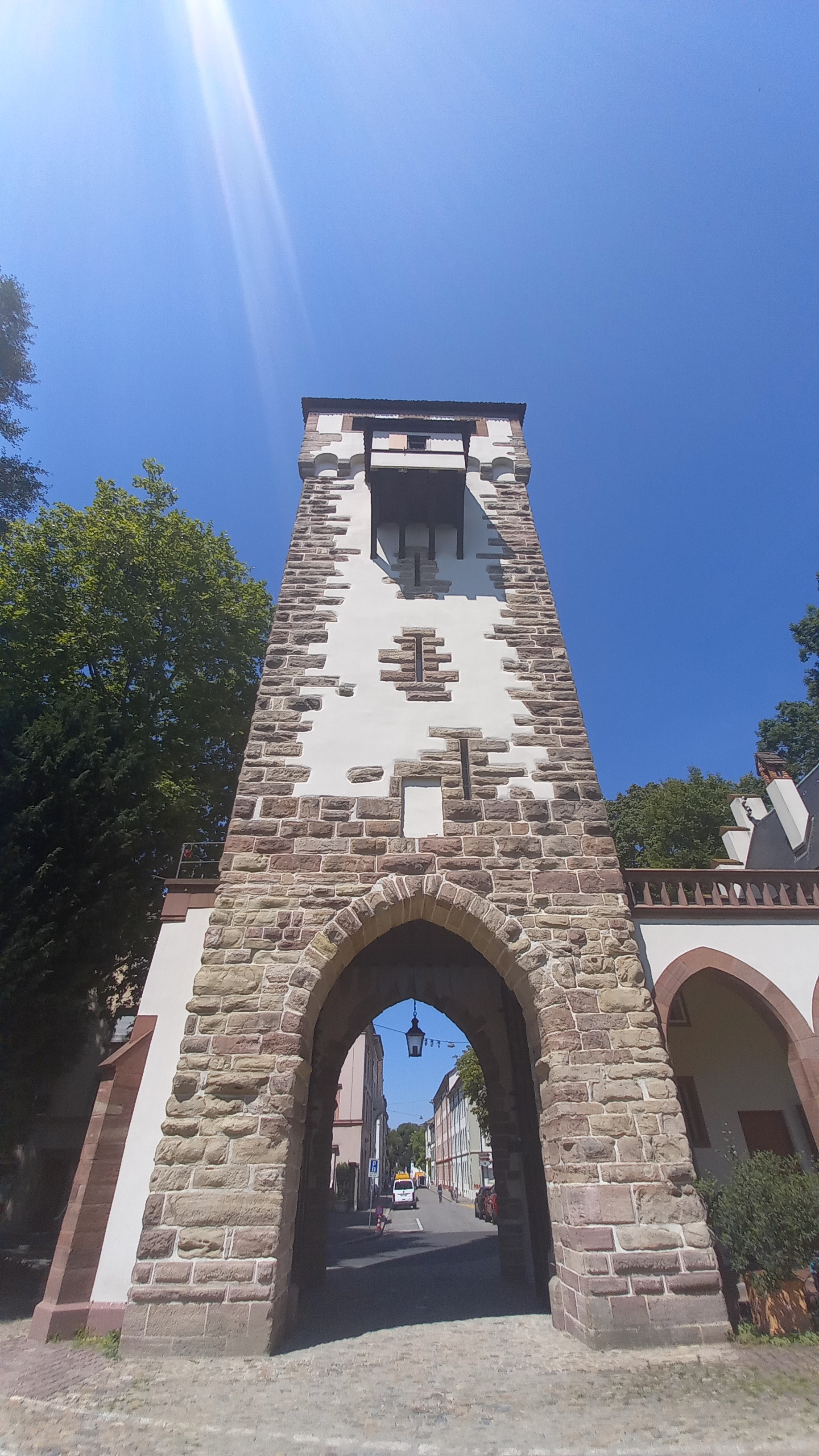
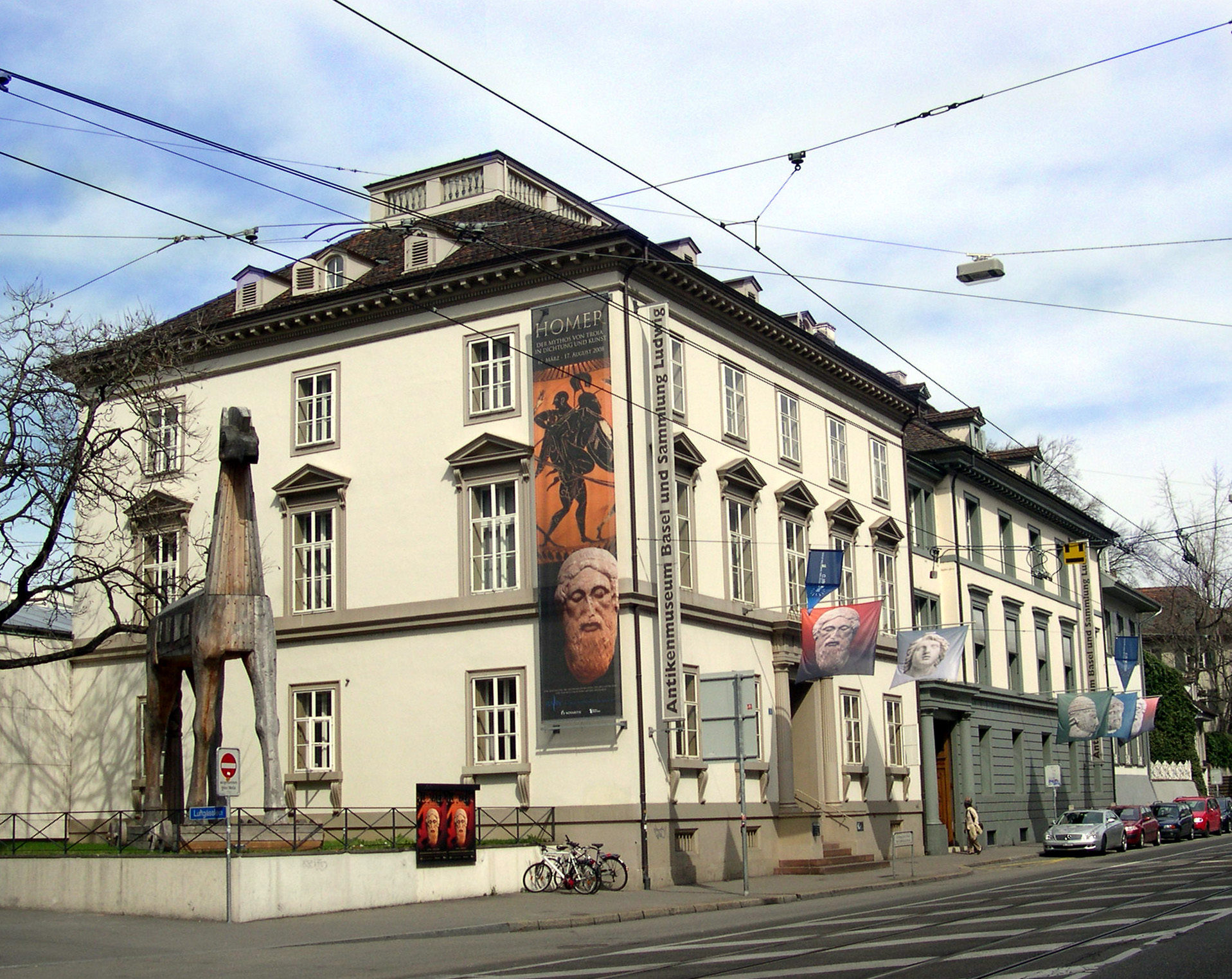
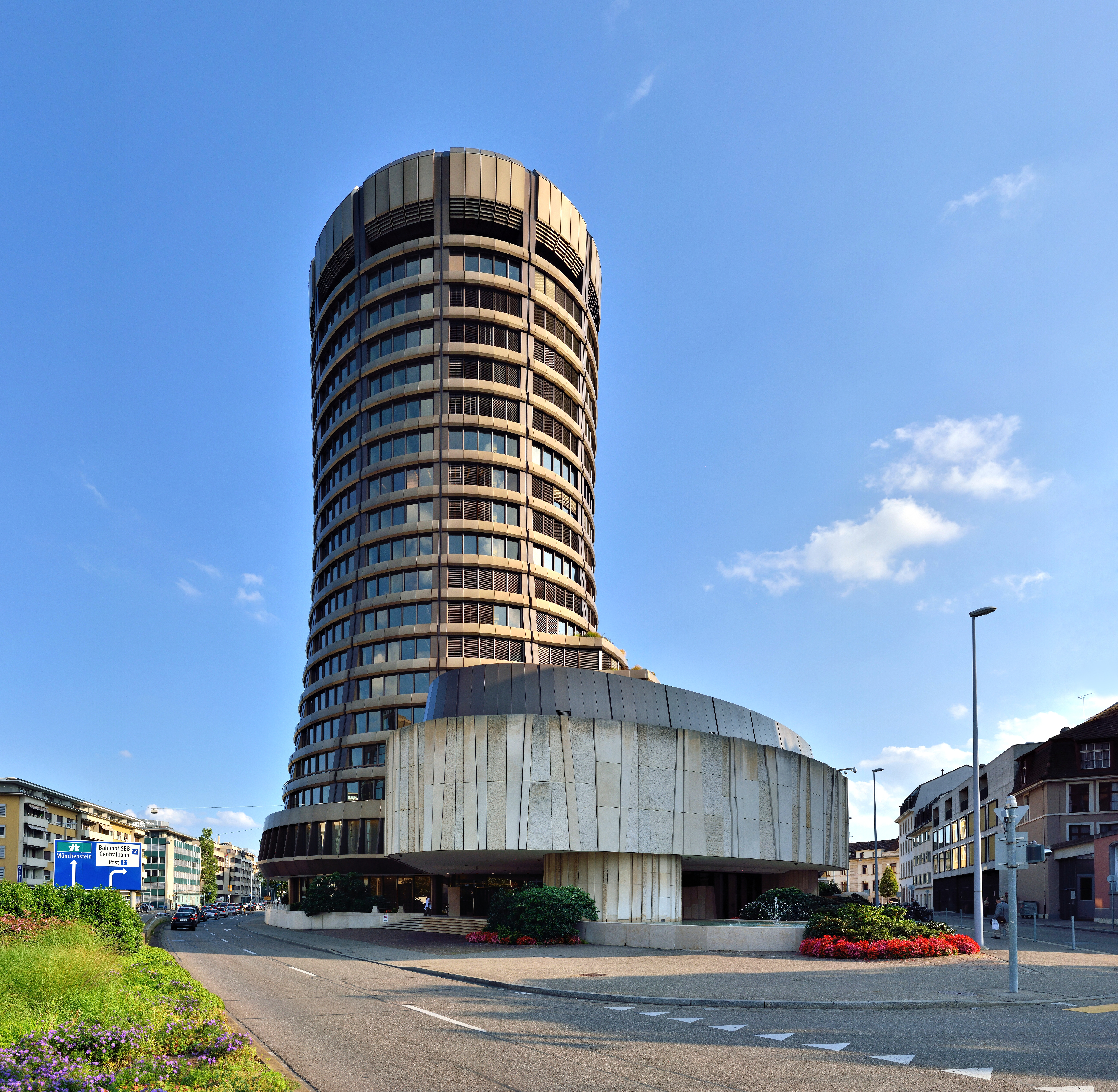